# Jakub Słomiński
Jakub Słomiński est un boxeur polonais, né le 2 janvier 1996.

## Carrière
Sa carrière amateur est principalement marquée par une médaille de bronze remportée aux Championnats d'Europe de 2022 dans la catégorie poids pailles.

## Palmarès

### Championnats d'Europe
- Médaille de bronze en -48 kg en 2022 à Erevan, Arménie